# De onweerstaanbare man
De onweerstaanbare man is het 64ste stripverhaal van De Kiekeboes. De reeks wordt getekend door striptekenaar Merho. Het album verscheen in februari 1995.

## Verhaal
Thimotea Triangl (die door haar handlangers, de zware meisjes, Mamie wordt genoemd) heeft weer toegeslagen: ze heeft een illegale mannenhandel op het touw gezet. Ze lokt knappe, jonge mannen naar de Fi-Fi-eilanden (nabij Thailand), die ze dan opleid tot rasechte Casanova's. Maar om die daad een beetje kracht bij te zetten, laat ze de beste en wereldberoemde parfumcreateur, Cyrano De Zalm, een heel speciaal parfum creëren, dat mannen onweerstaanbaar maakt. Maar het parfum wordt gestolen door een spion, Tom Bola (alias Pros Cent).
Marcel Kiekeboe, die weer eens autopech heeft, gaat op zoek naar een schuilplaats voor de regen en een plaats waar hij benzine kan tanken. Hij vindt een huis, waarvan de deur openstaat. Het blijkt te gaan om het huis van de spion Pros Cent. Twee handlangers van Thimotea Triangl, uit de kluiten gewassen dames, bedreigen Tom Bola en eisen het parfum terug. Tom Bola weigert het te geven en gooit de fles met parfum in de gang, waar de hele inhoud over het hoofd van Kiekeboe terechtkomt. Kiekeboe is vanaf dat moment onweerstaanbaar: zelfs Charlotte en Moemoe zijn verliefd op hem. De heibel krijgt veel gehoor in de pers en bereikt uiteindelijk ook Thimotea Triangl. Zij zet een list op, om hem naar de Fi-Fi-eilanden te lokken. Een zekere Willy Broeck, die een confectiewinkel van broeken uitbaat, rijdt per ongeluk in een diepe plas naast Kiekeboe en Konstantinopel. Hij staat erop dat hij onmiddellijk een nieuwe broek schenkt aan Kiekeboe. Ondertussen wordt Konstantinopel beziggehouden in de speelhoek. In het pashoek bevindt zich echter een valluik, waardoor Kiekeboe naar beneden glijdt. In de kelder van de winkel wordt hij door een spuitje verdoofd en naar een reisbus gebracht. Konstantinopel vertrouwt het zaakje niet, en gaat een kijkje nemen. Hij ziet zijn vader verdoofd op de bus stappen en neemt zijn besluit: hij kruipt in de reistas van een van de medereizigers (dit zijn de jonge mannen, die Triangl naar Thailand lokt).
in Thailand kruipt Konstantinopel uit de reistas en gaat naar zijn vader, die samen met Tom Bola is opgesloten. Hij doet Kiekeboe en Konstantinopel het hele verhaal over de mannensmokkel en hij legt uit dat ze nergens naartoe kunnen, omdat ze een elektrische polsband dragen. Konstantinopel draagt echter geen band, dus kan hij ongestoord overal rondlopen. Hij sluipt naar het luxueuze optrekje van Triangl en schakelt daar de elektrische polsbanden uit. Maar Konstantinopel is nogal nieuwsgierig en hoort stemmen in het laboratorium van Cyrano De Zalm, die met een probleem zit: er is geen parfum meer en enkel de boejabes zorgt voor het onweerstaanbare karakter van het parfum. Maar die boejabes is niet zo eenvoudig te vinden: ze groeit maar op 1 plaats in een grot van de Fi-Fi-eilanden en enkel een klein persoon kan die plaats bereiken. Konstantinopel wordt betrapt en meteen vindt Triangl de kleine persoon om de boejabes te plukken. De bewakers van de grot, de shadow hunters, worden dronken gevoerd, zodat ze ongestoord hun gang kunnen gaan.
Ondertussen zijn Kiekeboe en Tom Bola op de hoogte van de plannen en Kiekeboe trekt samen met enkele handlangers van Triangl naar het eiland. Ondertussen probeert Tom Bola de andere jongens tegen Triangl op te zetten, maar ze ontsnapt door middel van een vliegende rode Engelse telefooncabine. Kiekeboe en de zware meisjes vinden Konstantinopel hoog in de nok van de grot. Kiekeboe valt Cyrano De Zalm in de rug aan, maar door dat tumult los hij een schot. De kogel raakt een van de bamboestokken, waarop Konstantinopel zit. Hij verliest zijn evenwicht en bengelt aan een losgeraakte bamboestok. Meteen schiet Kiekeboe in actie en redt hij zijn zoon, door zelf naar boven te klimmen. Cyrano De Zalm vlucht weg, maar de zware meisjes van Triangl kunnen hem overmeesteren.